# Państwo plemienne
Państwo plemienne – forma organizacji społeczeństw znajdujących się na etapie wspólnoty plemiennej.

## Europejskie państwa plemienne
Europejskie państwa plemienne nie miały charakteru terytorialnego (nie miały wytyczonych granic), lecz personalny – ich organizacja opierała się na związku osób o wspólnym pochodzeniu i najczęściej posługujących się tym samym językiem. Funkcje państw plemiennych były ograniczone do zapewnienia bezpieczeństwa zewnętrznego (wojskowość) i wewnętrznego poprzez stosowanie prawa zwyczajowego (sądownictwo).
Na etapie demokracji wojennej głównym organem władzy był wiec – zgromadzenie wszystkich wolnych członków plemienia zdolnych do noszenia broni. Do jego zadań należały: wypowiadanie wojny i zawieranie pokoju, rozstrzyganie najważniejszych spraw sądowych (pozostałe rozstrzygali wybierani na wiecu naczelnicy ziem) oraz wybór wodza na czas wojny (łac. dux).
Pierwszą udaną próbę przekształcenia doraźnego związku plemiennego Germanów w organizację o charakterze państwowym podjął król Markomanów – Marbod. Stworzył on około 8 r. p.n.e. na terenie dzisiejszych Czech dość silną organizację opartą na wzorach rzymskich. Wpływy Marboda objęły także wiele innych plemion germańskich. Wcześniej związki tworzono tylko dla doraźnych celów wojennych.
Z czasem funkcjonowanie godności wodzowskiej uniezależniło się od kwestii aktualnie toczonych wojen. Jednocześnie wódz objął przewodnictwo obradom wiecu i otrzymał decydujący głos w rozstrzyganiu sporów. W ten sposób z doraźnie wybieranego wodza, którego władza miała charakter demokratyczny, wyewoluował – także wybierany, lecz dożywotnio – monarcha, król (łac. rex).
Z upływem czasu, w III oraz IV wieku n.e. germańskie państwa plemienne zaczęły się łączyć w większe organizacje zwane państwami szczepowymi. Do najważniejszych należały państwa: Wizygotów, Wandalów, Burgundów, Franków, Ostrogotów, Longobardów oraz państwa anglosaskie.
Pierwsze słowiańskie państwa szczepowe pojawiły się na przełomie V i VI wieku. Do końca I tysiąclecia n.e. powstały: najpierw państwo Samona oraz państwo wielkomorawskie; następnie także państwa: serbskie, bułgarskie, chorwackie, czeskie i polskie.